# Afscheid van de koningin
Afscheid van de koningin is een boek van Frank Martinus Arion. Hij heeft het boek geschreven in 1975. Het is zijn eerste boek na zijn debuut Dubbelspel

## Verhaal
Sesa Lopez is een Antilliaans-Nederlandse journalist die schrijft over het fictieve Afrikaanse land Songo. Op zijn reizen vecht hij verschillende ‘battles’ met zichzelf. Tijdens een feest ter ere van de Nederlandse koningin ziet Sesa de majesteit dansen met de President van Songo. Hij is ervan overtuigd dat de koningin hier alleen danst voor de kostbare handelsrechten en concludeert dat machtigen boven de wetten van de apartheid staan. Zo voert hij nog vier ‘battles’ met zichzelf en anderen. In ‘the battle of Africa’ ontmoet hij Gadisha, een minderjarige prostituee. Hij voelt zich schuldig, hij zou medeplichtig zijn aan de armoede en de apartheid. Hij geeft Gadisha geld om haar school af te maken. Anderhalf jaar later, in ‘the battle of Holland’ ontmoet Sesa, die opnieuw onderweg is naar Songo, op het vliegveld een Afro-Amerikaanse man. Tijdens hun gesprek merkt Sesa dat de man Nederland als een hemel op aarde ziet. Hij begint alle negatieve aspecten van Nederland op te noemen. De corruptheid van de ‘Koninklijke’ en de goede schijn in de Tweede Wereldoorlog. In ‘the battle of South Africa’ heeft Sesa in het vliegtuig een gesprek met Naomi, een blanke vrouw die in Zuid-Afrika woont. Sesa haat Zuid-Afrika enorm, omdat de apartheid en het racisme daar heel ver doorgevoerd zijn. Hij confronteert haar met de situatie in haar land en langzaam beseft ze dat ze niet meer in die ellende wil leven. Bij de landing in Songo blijkt de president te zijn vermoord en niemand mag Songo in. Sesa en een andere journalist proberen toch om binnen te komen, hierbij komt de andere journalist om. Ondertussen is mevrouw Prior, een Nederlandse, blanke vrouw die in Songo woont, met een helikopter op het vliegveld geland en is ze een gesprek begonnen met Naomi. Omdat iedereen bezig is met de dood van de journalist kunnen Sesa en Naomi in het vliegtuig, dat doorgaat naar Parijs, rustig met mevrouw Prior praten. In ‘de strijd om de orchideeën’ praten ze over alles wat mevrouw Prior in Songo voor de onderdrukte zwarten heeft gedaan. Ze heeft veel mensen geholpen met vergunningen en ze heeft ook een aantal bedrijfjes gehad. De drive om dit alles te doen kreeg ze van een kinderjuf, Gadisha, die zich vroeger geprostitueerd had, maar daar door het geld van een rijke journalist uitgekomen is. Haar dochter was daarentegen heel racistisch, zo behandelde ze haar bediendes bijvoorbeeld zeer slecht. Dit deed Naomi nogmaals inzien dat ze iets moest gaan doen. In Parijs aangekomen zijn ze samen doorgevlogen naar Nederland. De liefde die zich de hele reis tussen Sesa en Naomi heeft opgebouwd komt daar pas tot uiting. Een dag later belt mevrouw Prior om af te spreken, ze zegt daar dat zij de president van Songo heeft vermoord, “het kon niet anders” zei ze.